# Clifford Jordan
Clifford Laconia Jordan (Chicago, 2 settembre 1931 – Manhattan, 27 marzo 1993) è stato un sassofonista jazz statunitense.

## Biografia
Nato a Chicago, inizialmente suonò con Max Roach, Sonny Stitt e alcuni gruppi rhythm and blues. Si trasferì a New York nel 1957, dopodiché pubblicò tre album per la Blue Note Records. Incise anche assieme a Horace Silver, J.J. Johnson e Kenny Dorham, fra gli altri.  Fu parte del Charles Mingus Sextet, con Eric Dolphy, durante il suo tour europeo del 1964.  Prese parte anche ad un tour in Africa con Randy Weston e, mentre visse in Belgio, si esibì a Parigi. Negli anni seguenti, ebbe dei propri gruppi musicali e suonò anche con il quartetto di Cedar Walton Eastern Rebellion,
Jordan fu sposato con Shirley Jordan, una designer ed ex-proprietaria della Clothing Manufacturing Corporation a New York. Successivamente sposò Sandy Jordan (nata Sandy Williams), grafica e membro dell'Honorary Founding Board della Jazz Foundation of America.
Jordan morì di cancro ai polmoni all'età di 61 anni.

## Discografia (in ordine di registrazione)

### Come musicista principale
- 1957 - Blowing in from Chicago (Blue Note) - con John Gilmore
- 1957 - Cliff Jordan (Blue Note)
- 1957 - Jenkins, Jordan and Timmons (New Jazz) - con John Jenkins e Bobby Timmons
- 1957 - Cliff Craft (Blue Note)
- 1960 - Spellbound (Riverside)
- 1961 - A Story Tale (Jazzland) - con Sonny Red
- 1961 - Starting Time (Jazzland)
- 1962 - Bearcat (Jazzland)
- 1965 - These Are My Roots: Clifford Jordan Plays Leadbelly (Atlantic)
- 1966 - Soul Fountain (Vortex)
- 1968 - Live in Baltimore 1968 (Fresh Sound) con Lee Morgan
- 1969 - In the World (Strata-East)
- 1973 - Glass Bead Games (Strata-East)
- 1974 - Half Note (SteepleChase)
- 1975 - Night of the Mark VII (Muse)
- 1975 - On Stage Vol. 1 (SteepleChase)
- 1975 - On Stage Vol. 2 (SteepleChase)
- 1975 - On Stage Vol. 3 (SteepleChase)
- 1975 - Firm Roots (SteepleChase)
- 1975 - The Highest Mountain (SteepleChase)
- 1976 - Remembering Me-Me (Muse)
- 1977 - Inward Fire (Muse)
- 1978 - The Adventurer (Muse)
- 1978 - Hello, Hank Jones (Eastworld)
- 1981 - Hyde Park After Dark (Bee Hive) - con Victor Sproles, Von Freeman, Cy Touff
- 1984 - Repetition (Soul Note)
- 1984 - Dr. Chicago (Bee Hive)
- 1984 - Two Tenor Winner (Criss Cross) - con Junior Cook
- 1985 - The Rotterdam Session (Audio Daddio) - con Philly Joe Jones and James Long
- 1986 - Royal Ballads (Criss Cross)
- 1987 - Live at Ethell's (Mapleshade)
- 1987 - The Mellow Side of Clifford Jordan (Mapleshade)
- 1989 - Masters from Different Worlds (Mapleshade) - con Ran Blake e Julian Priester
- 1990 - Four Play (DIW) - con Richard Davis, James Williams e Ronnie Burrage
- 1990 - Play What You Feel (Mapleshade)
- 1991 - Down Through the Years: Live at Condon's New York (Milestone)
- 1998 - Reggae Au Go Jazz (Studio One Records, SOCD 7795) con Ray Burrowes, Clifford Jordan, Charles Davis

### Come sideman
con Paul Chambers
- Paul Chambers Quintet (Blue Note, 1957)

con Sonny Clark
- My Conception (Blue Note, 1957) con tre brani bonus (brani 7-9) su CD edito nel 2008, registrati l'8 dicembre 1957
- Sonny Clark Quintets (Blue Note, 1958)

con Richard Davis
- Epistrophy & Now's the Time (Muse, 1972)
- Dealin' (Muse, 1973)

con Eric Dolphy
- Iron Man (Douglas, 1963)
- The Eric Dolphy Memorial Album (Vee Jay, 1963)

con Art Farmer
- Mirage (Soul Note, 1982)
- You Make Me Smile (Soul Note, 1984)
- Something to Live For: The Music of Billy Strayhorn (Contemporary, 1987)
- Blame It on My Youth (Contemporary, 1988)
- Ph.D. (Contemporary, 1989)

con Dizzy Gillespie
- To Bird with Love (Telarc, 1992)

con Slide Hampton
- Roots (Criss Cross, 1985)

con Andrew Hill
- Shades (Soul Note, 1986)

con J. J. Johnson
- J.J. Inc. (Columbia, 1960)

con Charles McPherson
- Con Alma! (Prestige, 1965)

con Carmen McRae
- Any Old Time (Denon, 1986)
- Carmen Sings Monk (Novus, 1988)

con Charles Mingus
- Town Hall Concert 1964, Vol. 1 (Jazz Workshop, 1964)
- Mingus in Europe Volume I (Enja, 1964 [1979])
- Mingus in Europe Volume II (Enja, 1964 [1981])
- Cornell 1964 (Blue Note, 1964) Charles Mingus Sextet con Eric Dolphy
- Astral Weeks (Moon, 1964)
- Right Now: Live at the Jazz Workshop (Fantasy, 1964)

con Lee Morgan
- Here's Lee Morgan (Vee-Jay, 1960)
- Expoobident (Vee-Jay, 1960)
- Take Twelve (Jazzland, 1962)

con Pony Poindexter
- Pony's Express (Epic, 1962)

con Dizzy Reece
- Manhattan Project (Bee Hive, 1978) - con Roy Haynes, Art Davis, Charles Davis, Albert Dailey

con Max Roach
- Percussion Bitter Sweet (Impulse!, 1961)
- It's Time (Impulse!, 1962)
- Speak, Brother, Speak! (Fantasy, 1962)

con Horace Silver
- Further Explorations (Blue Note, 1958)

con Charles Tolliver
- Music Inc. (Strata-East, 1971)

con Mal Waldron
- What It Is (Enja, 1981)

con Cedar Walton
- Spectrum (Prestige, 1968)
- The Electric Boogaloo Song (Prestige, 1969)
- A Night at Boomers, Vol. 1 (Muse, 1973)
- A Night at Boomers, Vol. 2 (Muse, 1973)
- The Pentagon (East Wind, 1976)

con Joe Zawinul
- Money in the Pocket (Atlantic, 1966)